# Melophorus majeri
Melophorus majeri är en myrart som beskrevs av Agosti 1997. Melophorus majeri ingår i släktet Melophorus och familjen myror. Inga underarter finns listade i Catalogue of Life.

## Bildgalleri

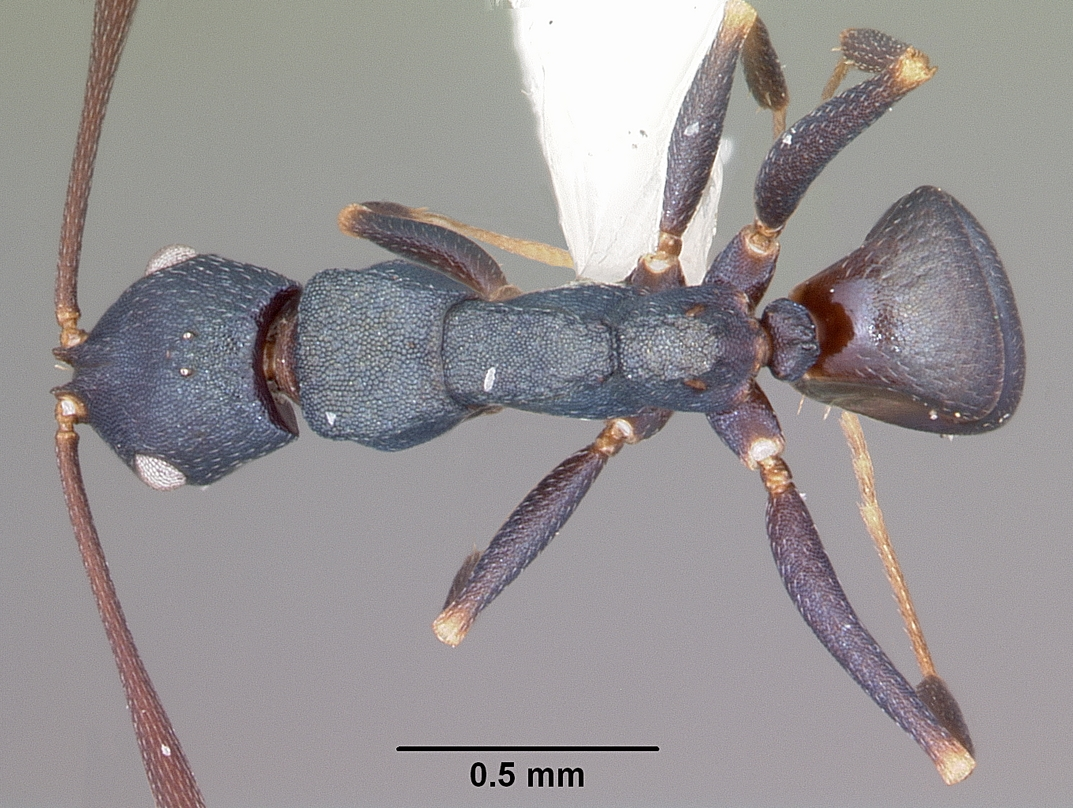
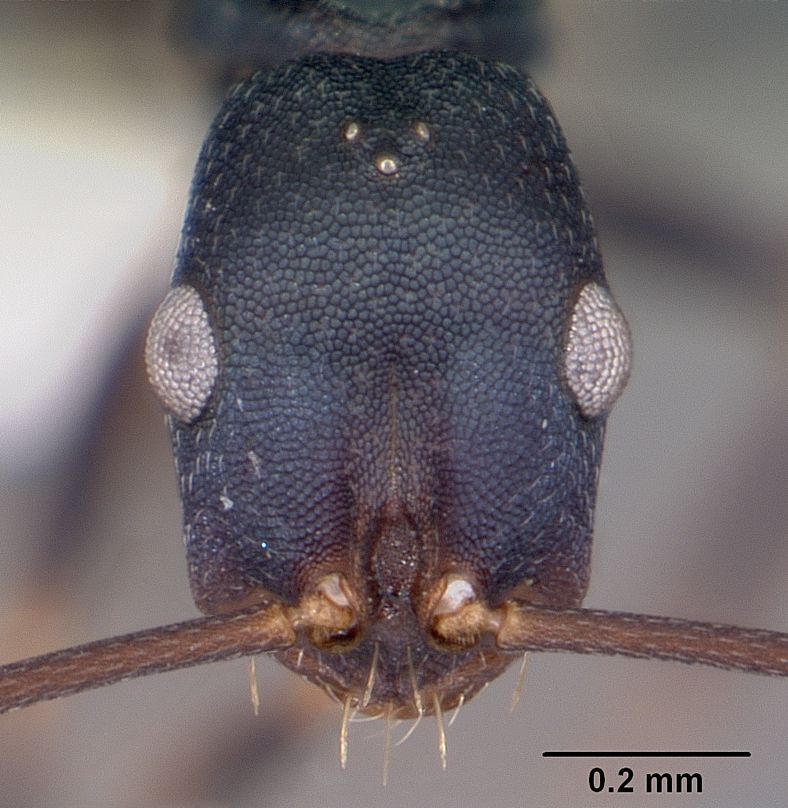
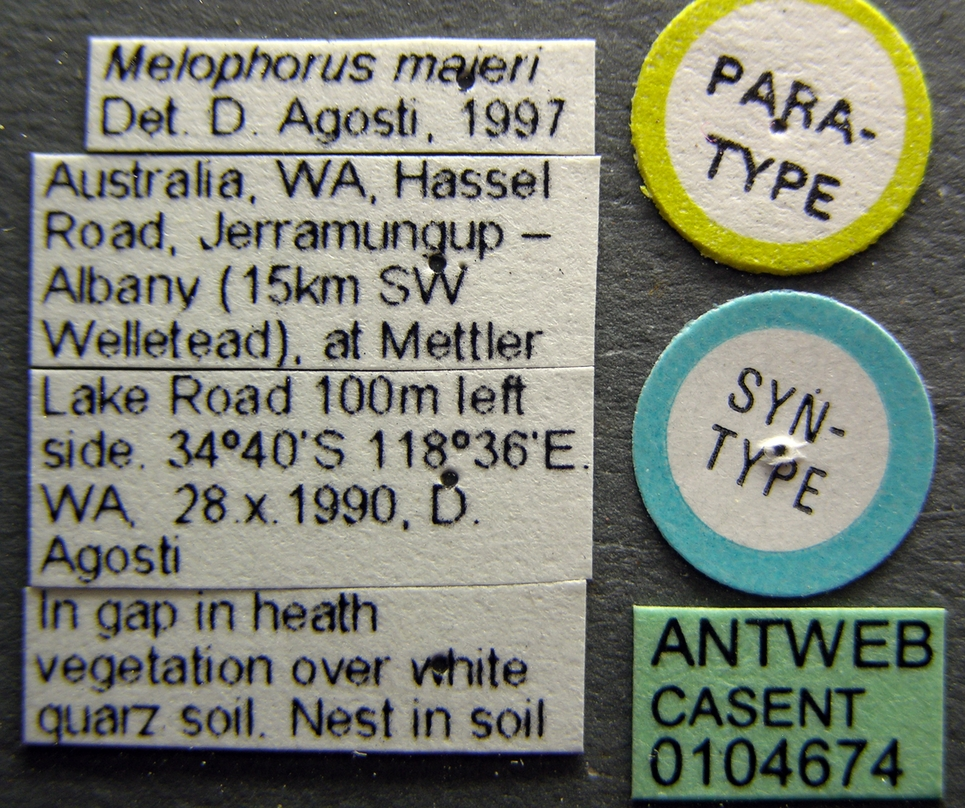
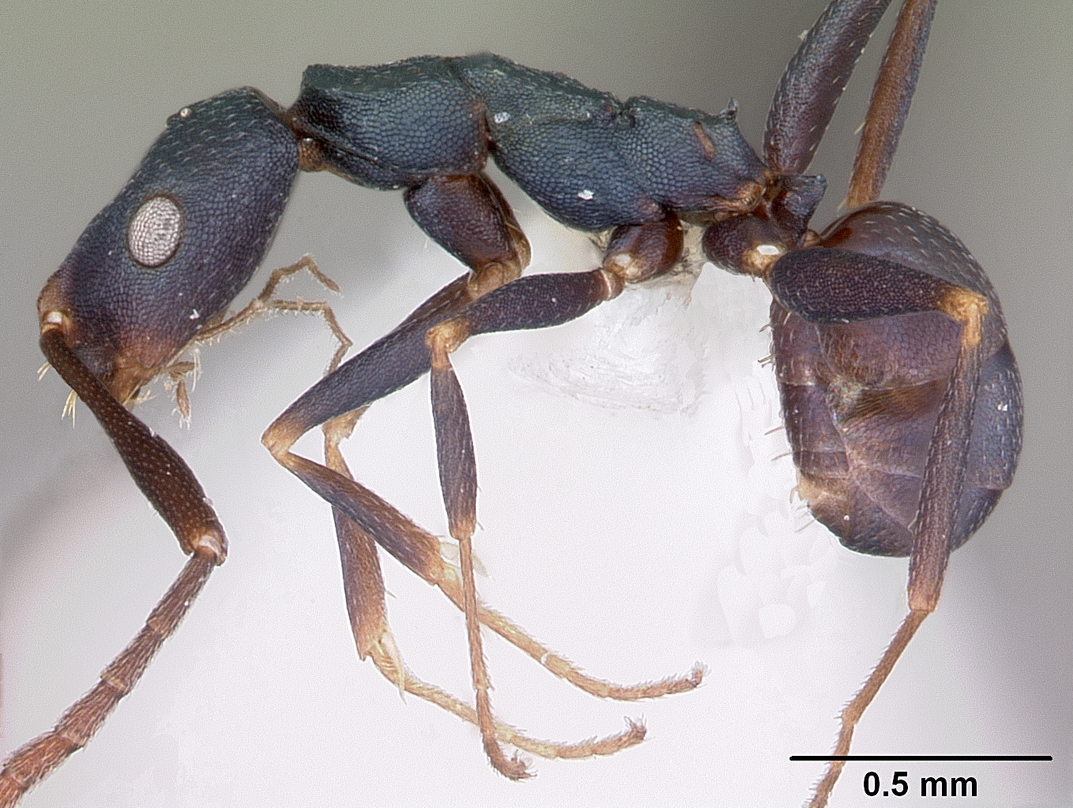
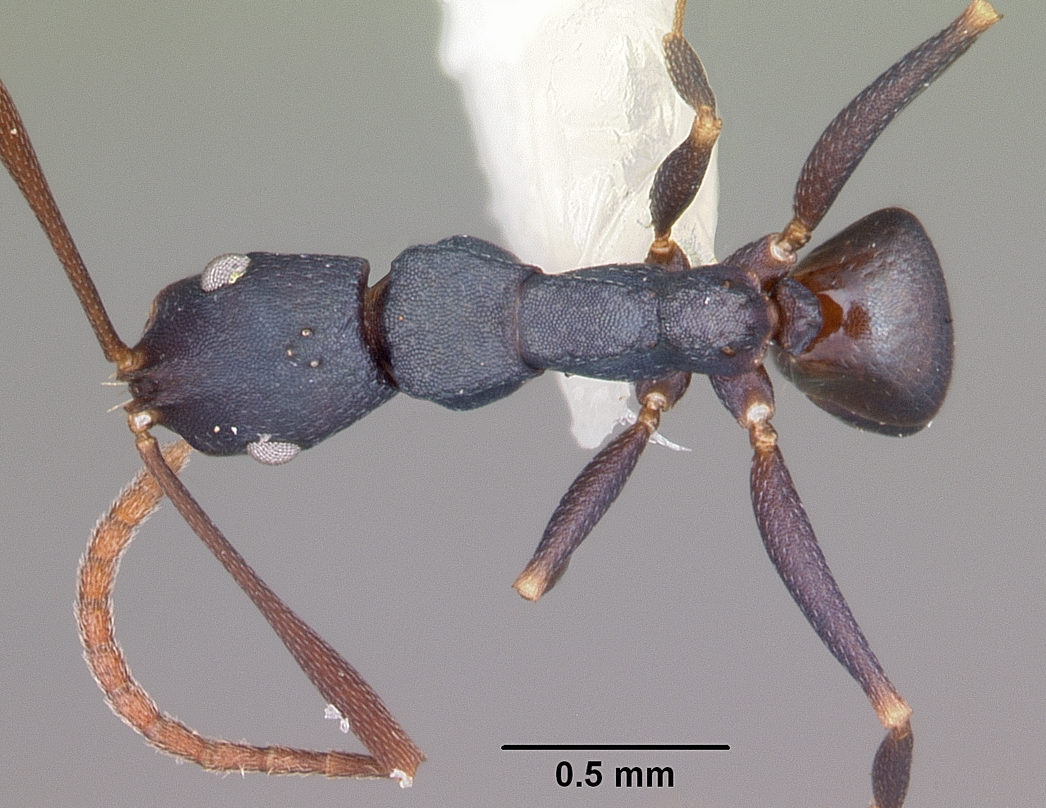
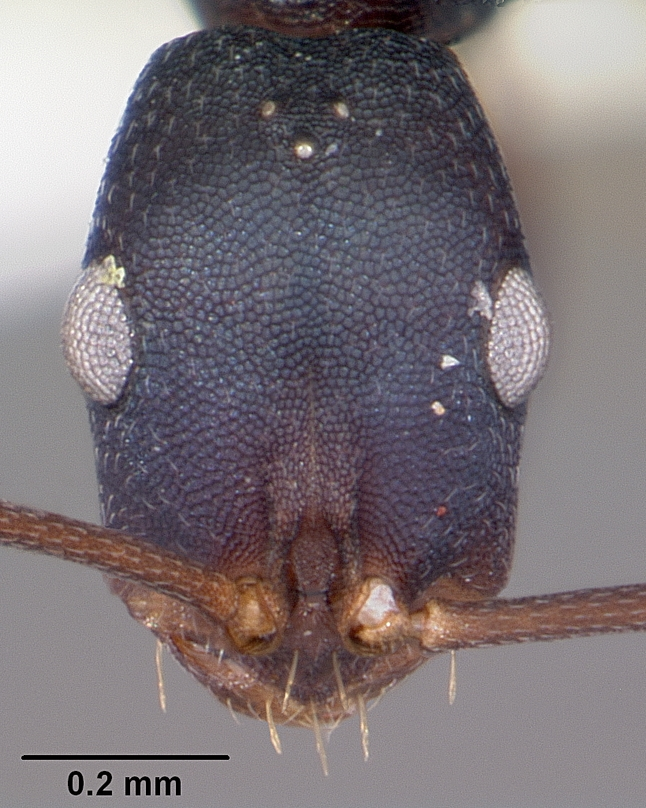